# Oratorio della Santissima Trinità (San Giovanni in Croce)
L'oratorio della Santissima Trinità, anche noto più impropriamente come chiesa della Santissima Trinità, è un edificio religioso del comune di San Giovanni in Croce, in provincia di Cremona (Lombardia, Italia).

## Storia
L'Oratorio della Santissima Trinità ha origini antiche e complesse, poiché la sua storia fonda le basi dalla fine del XV secolo.
L'oratorio sorge non troppo distante dalla Chiesa di San Zavedro, l'ex chiesa parrocchiale di San Giovanni in Croce, e proprio presso questa chiesa venne fondata nel 1476 la Confraternita della Beata Vergine delle Grazie (Disciplini), che nel 1579 si aggregò all'arciconfraternita romana dell'Ordine della Santissima Trinità (Trinitari). A seguito di questa aggregazione, 90 anni più tardi, nel 1669, la confraternita venne formalmente intitolata alla Santissima Trinità. E fu proprio questa compagnia che decise di costruire questo nuovo, al tempo, edificio di culto.
I lavori di costruzione ebbero inizio col porre le fondamenta nel 1581, che vennero gettate sulle rovine di un edificio più antico. Poi, dal 1586 ebbe inizio l'edificazione vera e propria, che giunse a termine nel 1624.
Tuttavia, dagli inizi del XVIII secolo subentrò il decadimento dell'oratorio, a seguito dell'indebolimento della confraternita, che perse di vivacità e si ritrovò in crisi economiche. La confraternita riuscì a perdurare e a governare l'oratorio fino al 1786, anno in cui venne soppressa per ordine dall'imperatore Giuseppe II d'Asburgo-Lorena. Così, decaduta la confraternita della Santissima Trinità, a subentrare ad essa ci fu la Compagnia del Santissimo Sacramento, già presente nella chiesa parrocchiale dal 1578.
Come dimostrato dai documenti relativi alle visite pastorali, l'oratorio venne patrocinato dalla famiglia Vidoni, che dal 1623 divenne feudataria di San Giovanni in Croce. Infatti, l'influenza e il patronato dei Vidoni fece sì che nel XIX secolo l'oratorio venne abbellito e ornato di quadri, statue e pregiati arredamenti. E rimase sotto il patronato dei Vidoni fino agli inizi del XX secolo, quando allo scoppio del fascismo i membri della famiglia abbandonarono il paese.
Negli anni successivi del Novecento, l'oratorio fu completamente abbandonato e adibito ai più vari e disparati usi. Ad esempio fu utilizzato come cinema, bar, palestra e anche come magazzino. Questo degrado perdurò per lunghi decenni, fino a quando non venne finalmente attuato un intenso e lungo progetto restaurativo conclusosi nel 2018, che ha riportato l'oratorio al suo antico splendore originario.

## Descrizione
L'Oratorio della Santissima Trinità è un edificio religioso che segue il tipico esempio di chiesa progettata secondo le regole di Carlo Borromeo, che dettò le istruzioni per la costruzione dei nuovi edifici sacri.

### Esterno
Esternamente l'oratorio ha un aspetto sobrio, è costruito in mattoni ed è caratterizzato da una semplice pianta rettangolare, lunga 17.2 m e larga 8.5 m, con un prolungamento nella zona absidale che si presenta profonda 7 m e lunga 4.4 m.
La facciata è slanciata ed è divisa in due ordini, separati da un cornicione mediano parallelo al suolo. Inoltre, la facciata si presenta tripartita da otto lesene, abbinate a due a due in modi da risultare quattro per ogni ordine, con quelle del secondo ordine che terminano ognuna con un capitello di ordine dorico. Per ogni ordine, le lesene sono poste due agli estremi laterali e due più verso il centro, creando in questo modo degli spazi tra di esse, con quello centrale che presenta una riquadratura maggiore rispetto a quelli laterali. Al centro del primo ordine si apre l'accesso principale con un portale quadrangolare, mentre al centro del secondo ordine si aprono tre finestre, due laterali rettangolari più corte di quella centrale, che termina ad arco. Come termine superiore, a chiudere in alto la superficie della facciata, vi si trova un semplice frontone triangolare.
Ancora, considerando il livello del presbiterio, si può notare alla sua destra di quest'ultimo il campanile a pianta quadrata, edificato nel XIX secolo, mentre alla sua sinistra la sagrestia.

### Interno
Internamente l'oratorio presenta un assetto a navata unica, con il soffitto con grande volta a botte, costolonata e lunettata, che venne affrescata nel 1886. Sotto la volta, un cornicione in stucco e molto sporgente corre lungo tutto il suo perimetro, sorretto da varie mensole.
Sulle pareti sono presenti varie nicchie a pianta semicircolare, in cui sono situate statue di santi.
Infine, l'abside è semicircolare e la sua altezza è di molto ribassata rispetto all'altezza del resto dell'edificio. Qui è presente un crocifisso centrale, l'altare maggiore e due finestre laterali per l'illuminazione.

### Opere scomparse
A testimonianza dell'importante patronato della famiglia Vidoni, vi erano due delle più pregevoli opere dell'oratorio, due monumenti funebri realizzati tra il 1822 e il 1836.
Essi vennero realizzati in marmo di Carrara dallo scultore Giuseppe Giudici su progetto di Luigi Voghera e furono voluti dalla principessa Maria Carolina von Khevenhüller-Metsch per il marito, il principe Giuseppe de Soresina-Vidoni, e il figlio Giovanni. Le due opere sono andate perdute dagli anni '50 del XX secolo, poiché vennero smontate per essere spostate al cimitero, ma qui non giunsero mai.
A ricordo del suddetto principe Giuseppe e della sua tomba vi è ancora oggi una lapide marmorea posta esternamente sulla facciata dell'edificio, precisamente alla sinistra del portale, tra lo spazio creato da due delle lesene del primo ordine. Qui segue l'intera inscrizione:
| O · tu · che · passi · sii · straniere · o · popolano soffermati e · se · il · cuore · ti · tocca · pietà · o · riconoscenza entra · in · questo · tempio in · cui · sepolto · giace IL · PRINCIPE · GIUSEPPE · DE · SORESINA · VIDONI uomo · in · esempio · benefico · pio · religioso la · principessa · Carlotta · Kewenhüller · Metsch vedova · di · lui · inconsolabile che · gli · pose · il · marmoreo · monumento e · il · titolo · memore · delle · virtù per · le · quali · fu · caro · a · tutti ti · prega · che · tu · dica GIUSEPPE anima · soavissima riposa · nella · pace · del · signore |

## Restauro
Dopo il lungo periodo di completo abbandono e i vari e disparati utilizzi che se ne sono fatti, finalmente negli ultimi anni è stato compiuto un intenso lavoro di restauro.
Partì tutto intorno al 2008 con il progetto restaurativo favoreggiato dall'allora parroco locale don Mario Binotto, poi proseguito da don Bernardino Orlandelli e ancora da don Diego Pallavicini. Così ebbe inizio il paziente lavoro restaurativo realizzato da Rosa Nolli, al fine di riportare l'oratorio al suo aspetto originario. Di fondamentale importanza è stato il mecenatismo della locale azienda casearia Saviola, che ha finanziato buona parte dei lavori. Altro contributo è stata anche la tesi universitaria dell'architetto Maria Cristina Bertani, incentrata proprio su questo edificio.
Il restauro si è concluso nel 2018, dopo un lungo percorso durato più di 10 anni. La successiva inaugurazione si è tenuta a fine primavera, riaprendo ufficialmente l'edificio, che ad oggi è nuovamente visitabile. Poche ore dopo l'inaugurazione si è anche tenuto un evento serale e un concerto nella chiesa parrocchiale di San Giovanni Battista.
L'Amministrazione comunale curerà la manutenzione della torre campanaria dell'oratorio.